# Red Bull X2010

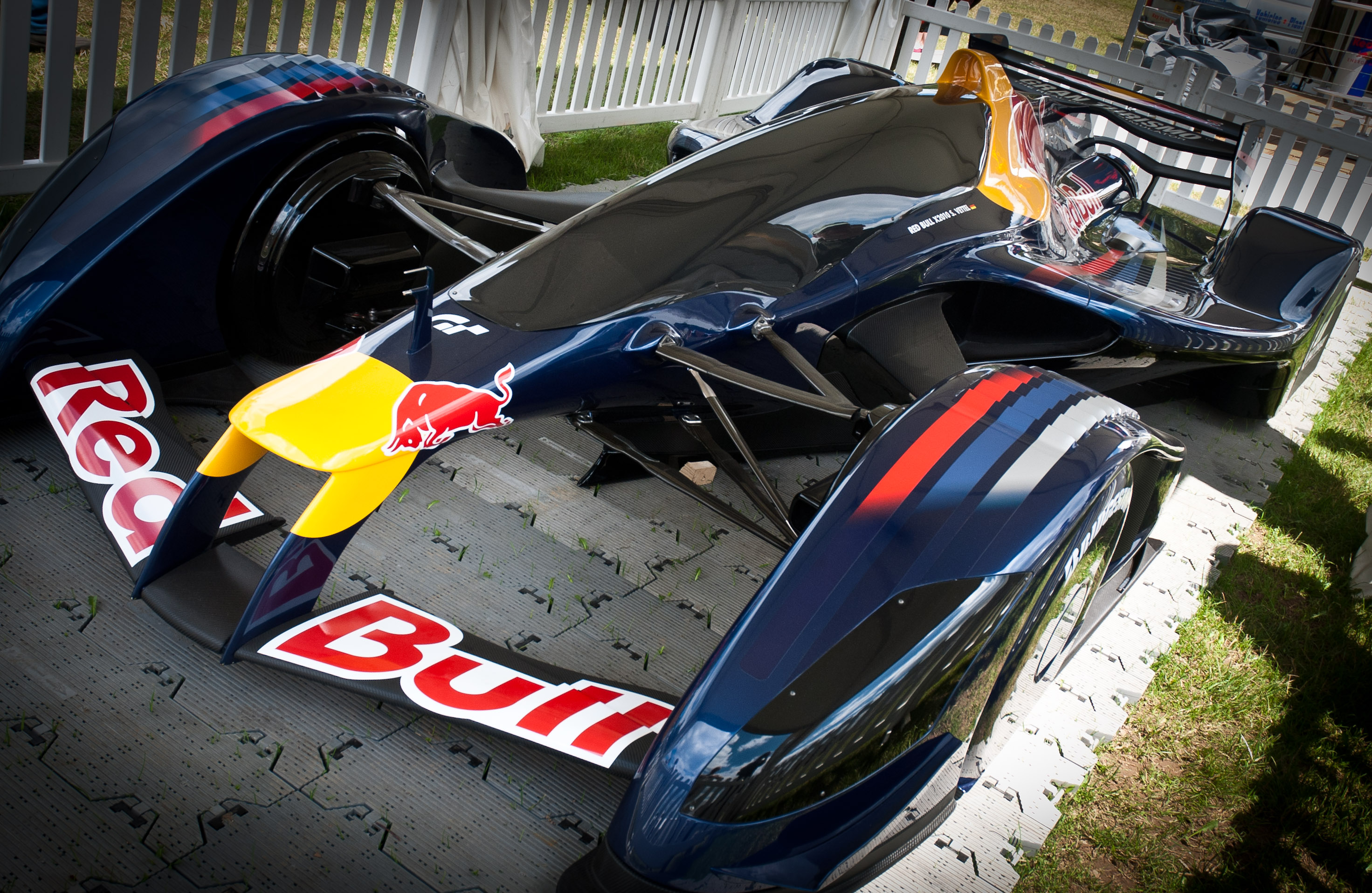
Red Bull X2010 podczas Goodwood Festival of Speed 1 lipca 2011 roku

Red Bull X2010 – wirtualny samochód koncepcyjny zaprojektowany dla gry komputerowej Gran Turismo 5.

## Koncept
Bolid został zaprojektowany przez Adrian Neweya wraz z Red Bull Racing i Polyphony Digital do gry komputerowej Gran Turismo 5 wydanej na konsolę PlayStation 3 24 listopada 2010 roku. Istnieją trzy wersje samochodu, każda jest w kategorii premium: Red Bull X2010 S.Vettel (malowanie Red Bull Racing), Red Bull X2010 (dowolny kolor) oraz Red Bull X2011 Prototype (niemalowane włókno węglowe). Samochód jest odpowiedzą na pytanie "A co by było, gdyby...?", wszystkie zasady przy projektowaniu zostały pominięte, jest połączeniem różnych technologii. Samochód Red Bull X2010 Prototype jest wyrazem ciekawości, pasji i sił, które razem zapewniają wygląd, symulację fizyki, technologię wyścigową oraz jazdę na najwyższym światowym poziomie. Samochód zbliża się do granic możliwości kierowców, samochód osiąga prędkość maksymalną ponad 450 km/h a jego maksymalne przeciążenie czołowe lub boczne wynosi 8,25 G przy 300 km/h.
Projekt samochodu był testowany przez mistrza świata Formuły 1 Sebastiana Vettela, już po pierwszym przejeździe na Suzuka International Racing Course poprawił rekord toru o ponad 20 sekund, na Nürburgring GP osiągnął czas 1 minuty i 4 sekund.